# Andrée Ruffo
 (février 2024).
Pour les articles homonymes, voir Ruffo.
Andrée Ruffo (née en 1942) est une ancienne juge du Québec. Elle est surtout connue comme une critique de la Direction de la protection de la jeunesse et de la relation des juges avec celle-ci, et dans sa pratique, pour ses décisions peu orthodoxes qui favorisent les enfants démunis et en difficulté, et qui ne sont pas toujours conformes au droit[réf. souhaitée].

## Biographie
En  1994, elle fonde avec Bernard Kouchner le Bureau international des droits des enfants.
En octobre 2004, le Conseil de la magistrature du Québec, notant plusieurs manquements déontologiques de sa part, recommande sa destitution.  Il lui reproche notamment d'avoir discuté publiquement des affaires dont elle est saisie, d'avoir caché ses liens d'amitié avec un témoin expert qui témoignait devant elle et d'avoir prêté son nom et utilisé le prestige de sa fonction dans une publicité télévisée de Via Rail, et ce sur une période de temps qui s'étend de 1988 à 2004.
À la suite de cette recommandation, conformément à la procédure légale obligatoire, le gouvernement du Québec demande à la Cour d'appel du Québec de faire enquête.
En décembre 2005, cinq juges du plus haut tribunal québécois confirment dans un rapport le constat du Conseil de la magistrature et recommandent la destitution. 
« C'est un peu une surprise, mais pas complètement, parce que je pense que la culture des juges laisse peu de place à des juges qui pensent autrement. Je pense qu'on comprend très mal [...] le rôle d'un juge pour enfants, qui est tout à fait différent des autres juges, qui sont arbitres des droits, alors que le juge pour enfants ne l'est pas. »
Andrée Ruffo demande la permission d'appeler de cette décision à la Cour suprême du Canada.
En mai 2006, la Cour suprême refuse d'entendre l'appel, ce qui enclenche le processus de destitution par le Procureur général du Québec. Madame Ruffo choisit alors de démissionner avant la sanction.
Depuis l'an 2000, elle est marraine de la MASAF (Magiciens sans frontières).

## Prises de positions
« On passe notre vie à être indifférent, à entendre les enfants souffrir, à ne pas vouloir se mêler des choses, et quand les enfants meurent, là on pleure. On dit : ″oh, mais ça criait beaucoup″. [...] Quand on ne vient pas au secours des enfants, à mon avis, c'est un crime, et on doit être extrêmement sévère. »

## Entrevues
- Devrait-on décriminaliser la prostitution?. Entrevue sur la prostitution juvénile, Le Grand journal,TQS, 19 septembre 2003.